# Список заслуженных мастеров спорта СССР (хоккей с шайбой)
Первым спортсменом, удостоенным звания «заслуженный мастер спорта» за достижения исключительно в хоккее с шайбой, стал в 1949 году Анатолий Тарасов, в качестве играющего тренера приводивший ЦДКА к званию чемпиона СССР 1948 и 1949.

## Хоккеисты — ЗМС за достижения в других видах спорта
Хоккей с шайбой начал развиваться в СССР с сезона 1946/47; среди первых хоккеистов были и известные спортсмены, в том числе и заслуженные мастера спорта, из других видов спорта — футбола и хоккея с мячом.
В данный список не включены включены те, для кого единственным официальным турниром по хоккею с шайбой стал чемпионат СССР 1946/47.

### 1943
- Фёдоров, Валентин Васильевич (1911—1981) — футбол

### 1945
- Блинков, Всеволод Константинович (1918—1987) — футбол
- Трофимов, Василий Дмитриевич (1919—1999) — футбол, хоккей с мячом

### 1946
- Виноградов, Александр Николаевич (1918—1988) — футбол

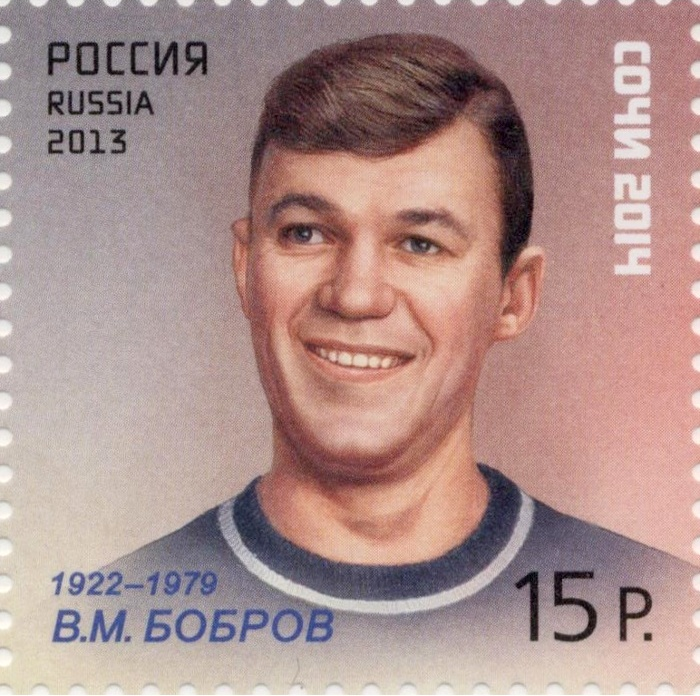
Всеволод Бобров
на почтовой марке России

### 1947
- Егоров, Владимир Кузьмич (1911—1996) — футбол

### 1948
- Афанасьев, Борис Иванович (1913—1983) — футбол
- Бобров, Всеволод Михайлович (1922—1979) — футбол
- Медведев, Николай Сергеевич (1915—1976) — хоккей с мячом
- Никаноров, Владимир Николаевич (1917—1970) — футбол
- Чернышёв, Аркадий Иванович (1914—1992) — футбол

### 1951
- Поставнин, Николай Васильевич (1916—1999) — хоккей с мячом

## Список
В 1949—1953 годах звание получили 6 человек, из них 5 — действующие хоккеисты. С 1954 года, после создания и начала участия в официальных международных соревнованиях сборной СССР, как правило, звание присваивалось за победы на зимних Олимпийских играх и чемпионатах мира.
После 1954 года исключениями стали присвоения звания ветеранам своих клубов Виктору Цыплакову (1969 — «Локомотив»), Юрию Морозову (1970 — «Химик») и Игорю Дмитриеву (1974 — «Крылья Советов»), а также 4 бронзовым призёрам зимних Олимпийских игр 1960 года (1991). Спортивный журналист Лев Россошик посчитал непонятным, почему из никогда не игравших официальные матчи за сборную исключение сделали только для Морозова и Дмитриева, но не сделали, например, для Игоря Чистовского — серебряного призёра чемпионата СССР 1960, сыгравшего 6 товарищеских матчей за сборную СССР (1962) и не попавшего на официальные соревнования из-за отказа сменить горьковское «Торпедо» на столичный клуб.
У каждого хоккеиста указаны: год рождения (годы жизни); клуб на момент присвоения звания; город (если не указан — Москва).

### 1949
… апреля
- Тарасов, Анатолий Владимирович (1918—1995; ЦДКА) — играющий тренер ЦДКА, 2-кратный чемпион СССР.

### 1951
- Мкртчян, Григорий Мкртычевич (1925—2003; ВВС МВО) — 4-кратный чемпион СССР.

### 1952
- Коротков, Павел Михайлович (1907—1983) — председатель Секции хоккея при Всесоюзном Комитете по делам физкультуры и спорта.

### 1953
Звание были удостоены 3 хоккеиста ВВС МВО — 3-кратного чемпиона СССР, входившие в «сборную Москвы» (фактически — сборную СССР). Всего таких игроков было 6; двое уже имели звание, а второй вратарь клуба и сборной Н. Пучков получил его в 1954 году.
- Бабич, Евгений Макарович (1921—1972; ВВС МВО) — 6-кратный чемпион СССР
- Жибуртович, Павел Николаевич (1925—2006; ВВС МВО) — 3-кратный чемпион СССР
- Шувалов, Виктор Григорьевич (1923—2021; ВВС МВО) — 3-кратный чемпион СССР

### 1954
… марта
После победы на чемпионате мира звания ЗМС были удостоены 10 чемпионов мира (ещё 6 его уже имели, в том числе 2 — за достижения в футболе), а также ещё 2 хоккеиста. Не получил звание сыгравший на чемпионате мира 3 матча (из 7) Г. Сидоренков (ему звание присвоено в 1956 году).
- Бычков, Михаил Иванович (1926—1997; «Крылья Советов»)
- Гурышев, Алексей Михайлович (1925—1983; «Крылья Советов»)
- Комаров, Александр Георгиевич (1923—2013; ЦДСА)
- Крылов, Юрий Николаевич (1930—1970; «Динамо»)
- Кузин, Валентин Егорович (1926—1994; «Динамо»)
- Кучевский, Альфред Иосифович (1931—2000; «Крылья Советов»)
- Пучков, Николай Георгиевич (1930—2005; ЦДСА)
- Уваров, Александр Николаевич (1922—1994; «Динамо»)
- Уколов, Дмитрий Матвеевич (1929—1992; ЦДСА)
- Хлыстов, Николай Павлович (1922—1999; «Крылья Советов»)
Также:
- Запрягаев, Борис Леонидович (1922—2000; «Крылья Советов») — 2-кратный призёр чемпионатов СССР.
- Петелин, Борис Алексеевич (1924—1990; «Динамо») — чемпион СССР 1954, 5-кратный призёр чемпионатов СССР; участник товарищеских матчей сборной СССР.

### 1956
… февраля
За победу на зимних Олимпийских играх звания ЗМС были удостоены 4 хоккеиста, ещё 12 его уже имели. Сыгравший 1 матч В. Никифоров получил только звание мастера спорта.
- Пантюхов, Юрий Борисович (1931—1982; ЦСК МО)
- Сидоренков, Генрих Иванович (1931—1990; ЦСК МО) — также: чемпион мира 1954.
- Сологубов, Николай Михайлович (1924—1988; ЦСК МО)
- Трегубов, Иван Сергеевич (1930—1992; ЦСК МО)

### 1963
… марта

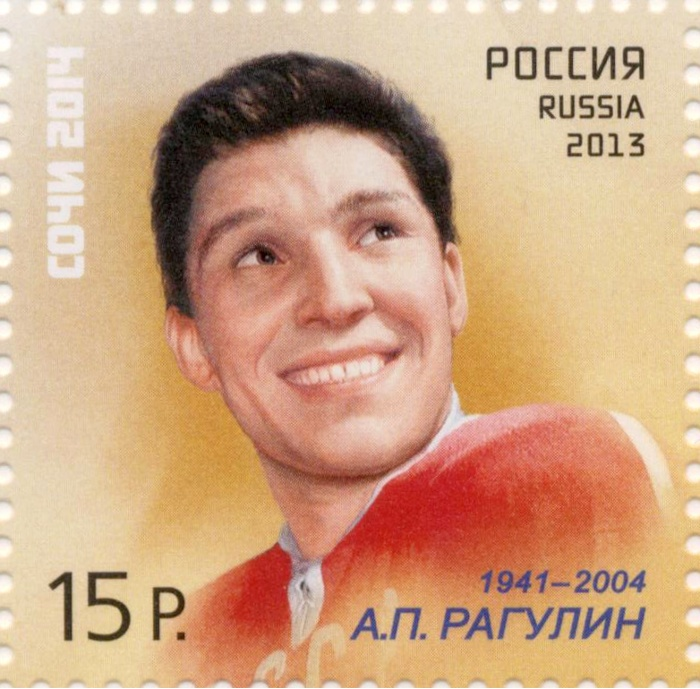
Александр Рагулин
на почтовой марке России

За победу на чемпионате мира звания ЗМС были удостоены 14 хоккеистов, Н. Сологубов его уже имел. Не получили звание сыгравший 1 матч второй вратарь Б. Зайцев (ему звание присвоено в 1964 году) и не сыгравший ни одного матча Ю. Парамошкин (ему звание присвоено в 1991 году).
- Александров, Вениамин Вениаминович (1937—1991; ЦСКА)
- Альметов, Александр Давлетович (1940—1992; ЦСКА)
- Волков, Юрий Александрович (1937—2016; «Динамо»)
- Давыдов, Виталий Семёнович (1939; «Динамо»)
- Иванов, Эдуард Георгиевич (1938—2012; «Крылья Советов»)
- Коноваленко, Виктор Сергеевич (1938—1996; «Торпедо», Горький)
- Кузькин, Виктор Григорьевич (1940—2008; ЦСКА)

В 1966 году лишён звания, в 1967 году звание присвоено вновь.
- Майоров, Борис Александрович (1938; «Спартак»)
- Майоров, Евгений Александрович (1938—1997; «Спартак»)
- Петухов, Станислав Афанасьевич (1937; «Динамо»)
- Рагулин, Александр Павлович (1941—2004; ЦСКА)
- Старшинов, Вячеслав Иванович (1940; «Спартак»)
- Юрзинов, Владимир Владимирович (1940; «Динамо»)
- Якушев, Виктор Прохорович (1937—2001; «Локомотив»)

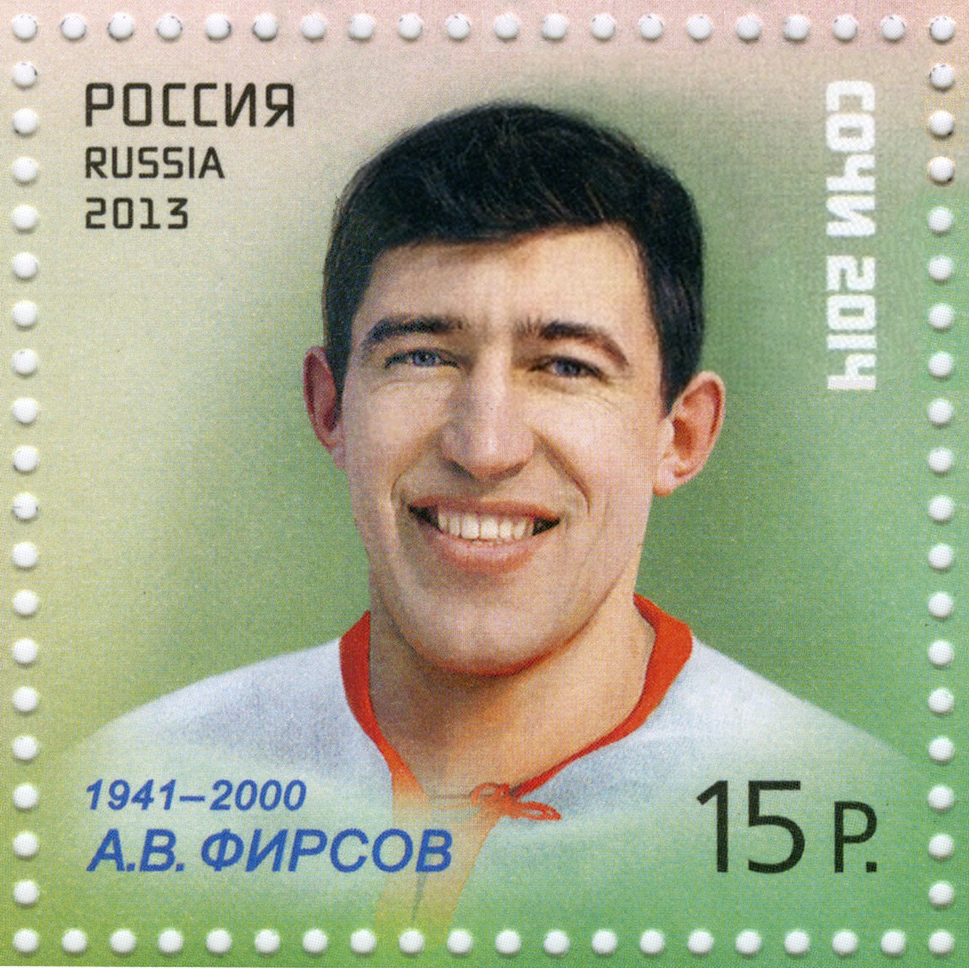
Анатолий Фирсов
на почтовой марке России

### 1964
… февраля
За победу на зимних Олимпийских играх звания ЗМС были удостоены 4 хоккеиста, ещё 12 его уже имели. Не получил звание сыгравший 3 матча (из 8) О. Зайцев (ему звание присвоено в 1966 году).
- Волков, Леонид Иванович (1934—1995; ЦСКА)
- Зайцев, Борис Михайлович (1937—2000; «Динамо») — также: чемпион мира 1963.
- Локтев, Константин Борисович (1933—1996; ЦСКА)
- Фирсов, Анатолий Васильевич (1941—2000; ЦСКА)

### 1965
За победу на чемпионате мира звания ЗМС были удостоены 2 хоккеиста, ещё 14 его уже имели. Не получил звание сыгравший 2 матча второй вратарь В. Зингер (ему звание присвоено в 1967 году).
- Брежнев, Владимир Анатольевич (1935—1996; ЦСКА)
- Ионов, Анатолий Семёнович (1939—2019; ЦСКА)

### 1966
За победу на чемпионате мира звания ЗМС был удостоен сыгравший все матчи О. Зайцев (олимпийский чемпион 1964), ещё 13 хоккеистов его уже имели. Не получили звание сыгравшие все матчи дебютанты ЧМ В. Викулов и В. Полупанов (им звание присвоено в 1967 и 1968 годах), сыгравший 2 матча чемпион мира 1965 второй вратарь В. Зингер.
- Зайцев, Олег Алексеевич (1939—1993; ЦСКА) — также: олимпийский чемпион 1964.

### 1967
За победу на чемпионате мира звания ЗМС были удостоены 4 хоккеиста, ещё 12 его уже имели. Не получили звание сыгравшие все 7 матчей чемпион мира 1966 В. Полупанов, 5 матчей В. Ярославцев, 2 матча А. Якушев (ему звание присвоено в 1970 году).
- Викулов, Владимир Иванович (1946—2013; ЦСКА) — также: чемпион мира 1966.
- Зингер, Виктор Александрович (1941—2013; «Спартак») — также: чемпион мира 1965, 1966.
- Кузькин, Виктор Григорьевич (1940—2008; ЦСКА)

Звание ЗМС было присвоено второй раз. В 1966 году против Кузькина было заведено уголовное дело, а газета «Правда» опубликовала фельетон, в котором представила его и Евгения Мишакова дебоширами и хулиганами; после этого он был лишён звания ЗМС, полученного в 1963 году.
- Никитин, Валерий Александрович (1939—2002; «Химик», Воскресенск)

### 1968
За победу на зимних Олимпийских играх звания ЗМС были удостоены 6 хоккеистов, ещё 12 его уже имели.
- Блинов, Виктор Николаевич (1945—1968; «Спартак»)
- Зимин, Евгений Владимирович (1947—2018; «Спартак»)
- Мишаков, Евгений Дмитриевич (1941—2007; ЦСКА)
- Моисеев, Юрий Иванович (1940—2005; ЦСКА)
- Полупанов, Виктор Андреевич (1946; ЦСКА) — также: чемпион мира 1966, 1967.

В декабре 1970 году «за нарушение спортивного режима» лишён звания, позднее звание восстановлено.
- Ромишевский, Игорь Анатольевич (1940—2013; ЦСКА)

### 1969
За победу на чемпионате мира звания ЗМС были удостоены 5 хоккеистов, ещё 11 его уже имели. Не получили звание сыгравшие 9 матчей (из 10) В. Лутченко (ему звание присвоено в 1970 году), 6 матчей чемпион мира 1967 А. Якушев, 3 матча второй вратарь В. Пучков.
- Мальцев, Александр Николаевич (1949; «Динамо»)
- Михайлов, Борис Петрович (1944; ЦСКА)
- Петров, Владимир Владимирович (1947—2017; ЦСКА)
- Паладьев, Евгений Иванович (1948—2010; «Спартак»)
- Харламов, Валерий Борисович (1948—1981; ЦСКА)

Также:
- Цыплаков, Виктор Васильевич (1937; «Локомотив») — игрок клуба с сезона 1955/56; бронзовый призёр ЧМ 1961.

### 1970
За победу на чемпионате мира звания ЗМС были удостоены 2 хоккеиста, ещё 15 его уже имели. Не получили звание сыгравшие по 6 матчей (из 10) второй вратарь В. Третьяк и В. Васильев, 1 матч В. Шадрин (им звание присвоено в 1971 и 1973 годах).
- Лутченко, Владимир Яковлевич (1949; ЦСКА) — также: чемпион мира 1969.
- Якушев, Александр Сергеевич (1947; «Спартак») — также: чемпион мира 1967, 1969.

Также:
- Морозов, Юрий Иванович (1938—2022; «Химик», Воскресенск) — игрок клуба с сезона 1956/57, бронзовый призёр чемпионатов СССР 1965, 1970; за сборную сыграл 1 матч (1961).

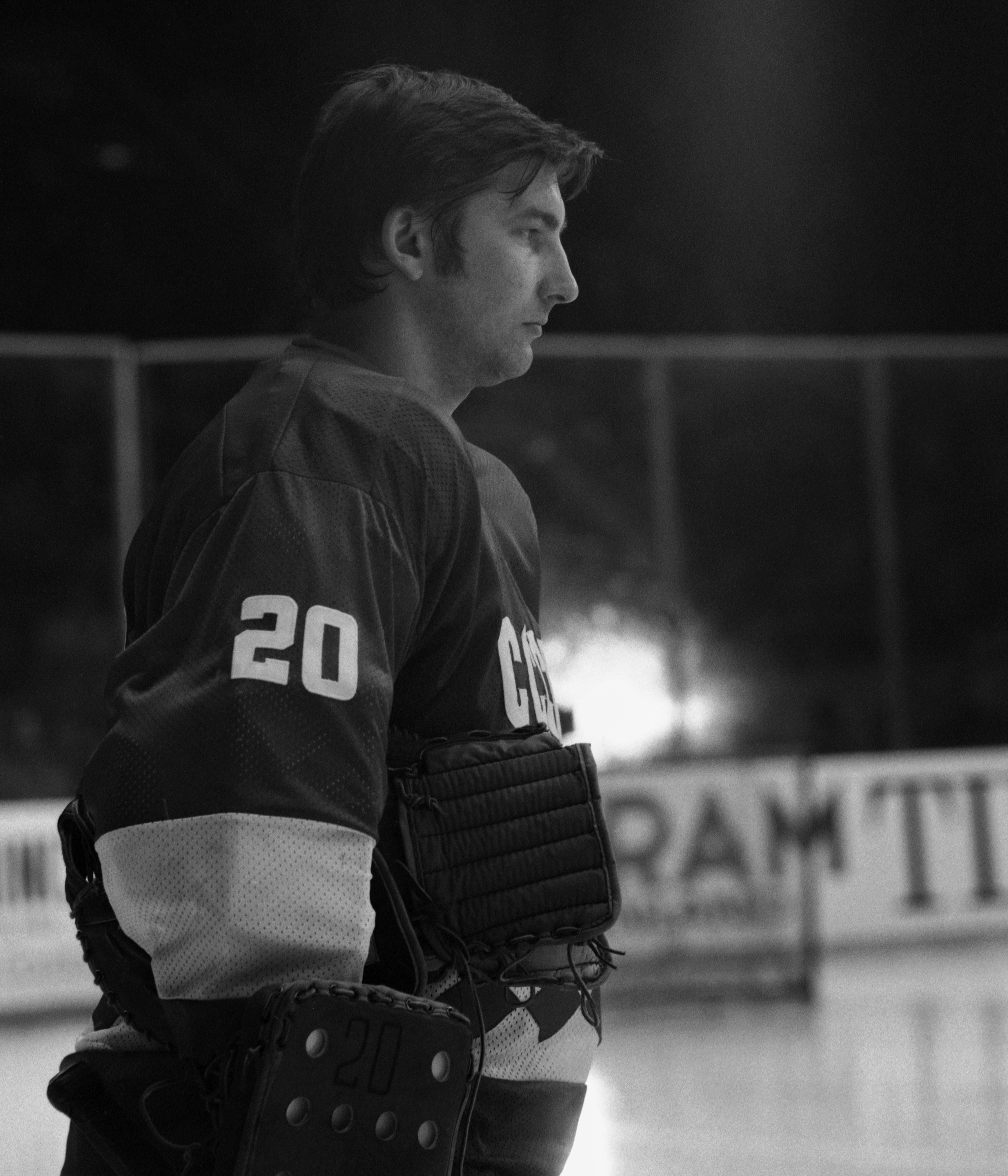
Владислав Третьяк
(фото 1978 года)

### 1971
За победу на чемпионате мира звания ЗМС были удостоены 2 хоккеиста, ещё 15 его уже имели. Не получили звание сыгравшие все 10 матчей Г. Цыганков, 9 матчей А. Мартынюк, 2 матча Ю. Ляпкин (им звание присвоено в 1972 и 1973 годах).
- Третьяк, Владислав Александрович (1952; ЦСКА) — также: чемпион мира 1970.
- Шадрин, Владимир Николаевич (1948—2021; «Спартак») — также: чемпион мира 1970.

### 1972
За победу на зимних Олимпийских играх звания ЗМС были удостоены 2 хоккеиста, ещё 16 его уже имели. Не получили звание сыгравший 2 матча (из 5) чемпион мира 1970 В. Васильев, который в декабре 1970 года вместе с Виктором Полупановым был лишён звания МСМК, и сыгравший 1 матч вратарь А. Пашков (ему звание присвоено в 1978 году).
- Блинов, Юрий Иванович (1949; ЦСКА)
- Цыганков, Геннадий Дмитриевич (1947—2006; ЦСКА) — также: чемпион мира 1971.

### 1973
За победу на чемпионате мира звания ЗМС были удостоены 5 хоккеистов (все — уже были чемпионами мира или серебряными призёрами ЧМ), ещё 11 его уже имели. Не получили звание сыгравшие все 10 матчей А. Бодунов (ему в 2003 году присвоено звание ЗМС России) и А. Волчков, по 3 матча второй вратарь А. Сидельников и Ю. Лебедев (им звание присвоено в 1976 и 1974).
- Анисин, Вячеслав Михайлович (1951; «Крылья Советов»)
- Васильев, Валерий Иванович (1949—2012; «Динамо») — также: олимпийский чемпион 1972, чемпион мира 1970.
- Гусев, Александр Владимирович (1947—2020; ЦСКА)
- Ляпкин, Юрий Евгеньевич (1945; «Спартак») — также: чемпион мира 1971.
- Мартынюк, Александр Акимович (1945—2022; «Спартак») — также: чемпион мира 1971.

### 1974
За победу на чемпионате мира звания ЗМС были удостоены 2 хоккеиста — чемпион мира 1973 сыгравший все 10 матчей Ю. Лебедев и дебютант ЧМ сыгравший 8 матчей Ю. Шаталов, ещё 13 его уже имели. Не получили звание сыгравшие все матчи С. Капустин, 8 матчей В. Репнёв (ему в 2008 году присвоено звание ЗМС России), 7 матчей В. Кузнецов, 6 матчей чемпион мира 1973 А. Бодунов (в начале сезона 1973/74 он вместе с В. Анисиным были условно дисквалифицированы на год за «нарушение спортивного режима»), 3 матча чемпион мира 1973 второй вратарь А. Сидельников.
- Лебедев, Юрий Васильевич (1951; «Крылья Советов») — также: чемпион мира 1973.
- Шаталов, Юрий Григорьевич (1945—2018; «Крылья Советов»)

Также:
- Дмитриев, Игорь Ефимович (1941—1997; «Крылья Советов») — игрок клуба с сезона 1958/59, чемпион СССР 1974, бронзовый призёр чемпионата СССР 1973; за сборную не играл.

### 1975
За победу на чемпионате мира звания ЗМС были удостоены 2 хоккеиста — сыгравшие все 10 матчей чемпион мира 1974 С. Капустин и лучший бомбардир ЧМ В. Шалимов, ещё 14 его уже имели. Не получили звание сыгравшие все 10 матчей Ю. Фёдоров (ему звание присвоено в 1978 году), 8 матчей Ю. Тюрин, 4 матча А. Филиппов, 3 матча второй вратарь В. Криволапов.
- Капустин, Сергей Алексеевич (1953—1995; «Крылья Советов») — также: чемпион мира 1974.
- Шалимов, Виктор Иванович (1951; «Спартак»)

### 1976
За победу на зимних Олимпийских играх звания ЗМС был удостоен сыгравший 2 матча (из 6) 2-кратный чемпион мира второй вратарь А. Сидельников, ещё 16 его уже имели. Не получили звание сыгравший все 6 матчей С. Бабинов и В. Жлуктов (им звание присвоено в 1979 и 1978 годах), 3 матча Б. Александров.
- Сидельников, Александр Николаевич (1950—2003; «Крылья Советов») — также: чемпион мира 1973, 1974.

### 1978
За победу на чемпионате мира звания ЗМС были удостоены 9 хоккеистов (из них дебютантом ЧМ или ЗОИ был только З. Билялетдинов), ещё 10 его уже имели. Не получил звание сыгравший все 10 матчей С. Макаров (ему звание присвоено в 1979 году).
- Балдерис, Хелмут Гунарович (1952; ЦСКА)
- Билялетдинов, Зинэтула Хайдярович (1955; «Динамо»)
- Голиков, Александр Николаевич (1952; «Динамо»)
- Голиков, Владимир Николаевич (1954; «Динамо»)
- Жлуктов, Виктор Васильевич (1954; ЦСКА) — также: олимпийский чемпион 1976.
- Пашков, Александр Константинович (1944; «Химик», Воскресенск) — также: олимпийский чемпион 1972.
- Первухин, Василий Алексеевич (1956; «Динамо»)
- Фёдоров, Юрий Иванович (1949; «Торпедо», Горький) — также: чемпион мира 1975.
- Фетисов, Вячеслав Александрович (1958; ЦСКА)

### 1979
За победу на чемпионате мира звания ЗМС были удостоены 3 хоккеиста (из них дебютантом ЧМ был только второй вратарь В. Мышкин, отстоявший «под ноль» третий матч против «Всех звёзд НХЛ» в «Кубке вызова»), ещё 16 его уже имели. Не получили звание сыгравшие 7 матчей (из 8) А. Скворцов, 4 матча И. Гимаев, 1 матч С. Стариков (им звание присвоено в 1981—1983 годах).
- Бабинов, Сергей Пантилимонович (1955; ЦСКА) — также: олимпийский чемпион 1976.
- Макаров, Сергей Михайлович (1958; ЦСКА) — также: чемпион мира 1978.
- Мышкин, Владимир Семёнович (1955; «Крылья Советов»)

### 1981
За победу на чемпионате мира звания ЗМС были удостоены 6 хоккеистов (среди них — сыгравший 1 матч Н. Макаров, ветеран челябинского «Трактора»), ещё 14 его уже имели. Не получил звание сыгравший 7 матчей (из 8) А. Хомутов (ему звание присвоено в 1982 году).
- Дроздецкий, Николай Владимирович (1957—1995; ЦСКА)
- Касатонов, Алексей Викторович (1959; ЦСКА) — также: серебряный призёр ЗОИ 1980.
- Крутов, Владимир Евгеньевич (1960—2012; ЦСКА) — также: серебряный призёр ЗОИ 1980.
- Скворцов, Александр Викентьевич (1954—2020; «Торпедо», Горький) — также: чемпион мира 1979, серебряный призёр ЗОИ 1980.
- Макаров, Николай Михайлович (1948; «Трактор», Челябинск) — игрок клуба с сезона 1969/70.
- Шепелев, Сергей Михайлович (1955; «Спартак»)

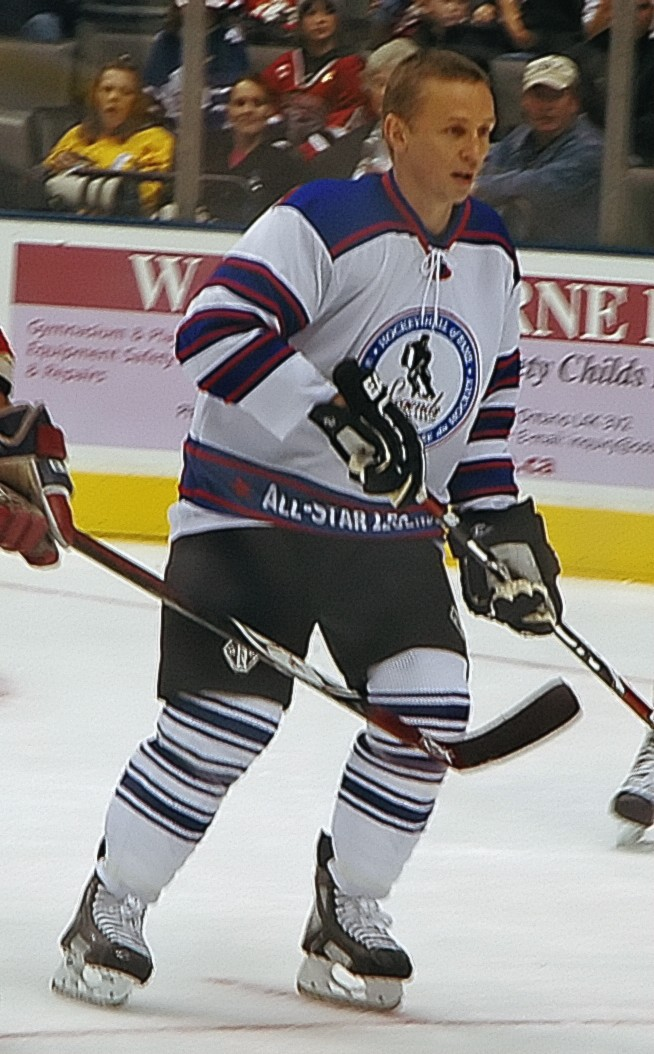
Игорь Ларионов
(фото 2008 года)

### 1982
За победу на чемпионате мира звания ЗМС были удостоены 5 хоккеистов, ещё 16 его уже имели. Не получил звание сыгравший 2 матча (из 8) В. Зубков (ему звание присвоено в 1983 году).
- Гимаев, Ирек Фаритович (1957; ЦСКА) — также: чемпион мира 1979.
- Кожевников, Александр Викторович (1958; «Спартак»)
- Ларионов, Игорь Николаевич (1960; ЦСКА)
- Тюменев, Виктор Николаевич (1957—2018; «Спартак»)
- Хомутов, Андрей Валентинович (1961; ЦСКА) — также: чемпион мира 1981.

### 1983
За победу на чемпионате мира звания ЗМС были удостоены 4 хоккеиста, ещё 18 его уже имели.
- Зубков, Владимир Семёнович (1958; ЦСКА) — также: чемпион мира 1982.
- Стариков, Сергей Викторович (1958; ЦСКА) — также: чемпион мира 1979.
- Быков, Вячеслав Аркадьевич (1960; ЦСКА)
- Васильев, Михаил Александрович (1962; ЦСКА)

### 1984
За победу на зимних Олимпийских играх звания ЗМС были удостоены 3 хоккеиста, ещё 17 его уже имели.
- Герасимов, Александр Петрович (1959—2020; ЦСКА)
- Ковин, Владимир Александрович (1954; «Торпедо», Горький)
- Стельнов, Игорь Анатольевич (1963—2009; ЦСКА)

### 1986
За победу на чемпионате мира звания ЗМС были удостоены 2 хоккеиста (включая второго вратаря С. Мыльникова, сыгравшего 3 матча), ещё 12 его уже имели. Не получили звание сыгравшие все 10 матчей В. Константинов (звание присвоено в 1989 году), С. Светлов, С. Яшин, по 9 матчей А. Гусаров, В. Каменский (всем им звание присвоено в 1988 году), 7 матчей вратарь Е. Белошейкин, по 6 матчей С. Агейкин, Ю. Хмылёв (звание присвоено в 1992 году).
- Варнаков, Михаил Павлович (1957; «Торпедо», Горький)
- Мыльников, Сергей Александрович (1958—2017; «Трактор», Челябинск)

### 1988

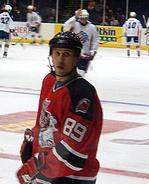
Александр Могильный,
фото 2006 года

За победу на зимних Олимпийских играх звания ЗМС были удостоены 11 хоккеистов (включая третьего вратаря В. Самойлова, не сыгравшего ни одного матча), ещё 11 его уже имели. Не получил звание Е. Белошейкин — чемпион мира 1986 и основной вратарь сборной в 1986—1988, не сыгравший ни одного матча из-за полученной накануне Игр тяжёлой травмы.
- Бякин, Илья Владимирович (1963; «Автомобилист», Свердловск)
- Гусаров, Алексей Васильевич (1964; ЦСКА) — также: чемпион мира 1986.
- Каменский, Валерий Викторович (1966; ЦСКА) — также: чемпион мира 1986.
- Кравчук, Игорь Александрович (1966; ЦСКА)
- Ломакин, Андрей Вячеславович (1964—2006; «Динамо»)
- Могильный, Александр Геннадьевич (1969; ЦСКА)

В 1989 году лишён звания за отказ вернуться в СССР.
- Самойлов, Виталий Анатольевич (1962; «Динамо», Рига)
- Светлов, Сергей Александрович (1961; «Динамо») — также: чемпион мира 1986.
- Семёнов, Анатолий Анатольевич (1962; «Динамо»)
- Черных, Александр Александрович (1965; «Химик», Воскресенск)
- Яшин, Сергей Анатольевич (1962—2022; «Динамо») — также: чемпион мира 1986.

### 1989
За победу на чемпионате мира звания ЗМС были удостоены 2 хоккеиста, ещё 16 его уже имели. Не получили звание сыгравшие все 10 матчей Д. Квартальнов и С. Фёдоров (ему в 1998 году присвоено звание ЗМС России за достижения за сборную России), 7 матчей С. Немчинов (ему звание присвоено в 1990 году), 4 матча С. Хализов (ему в 2005 году присвоено звание ЗМС России), 3 матча второй вратарь А. Ирбе.
- Константинов, Владимир Николаевич (1967; ЦСКА) — также: чемпион мира 1986.
- Ширяев, Валерий Викторович (1963; «Сокол», Киев)

### 1990

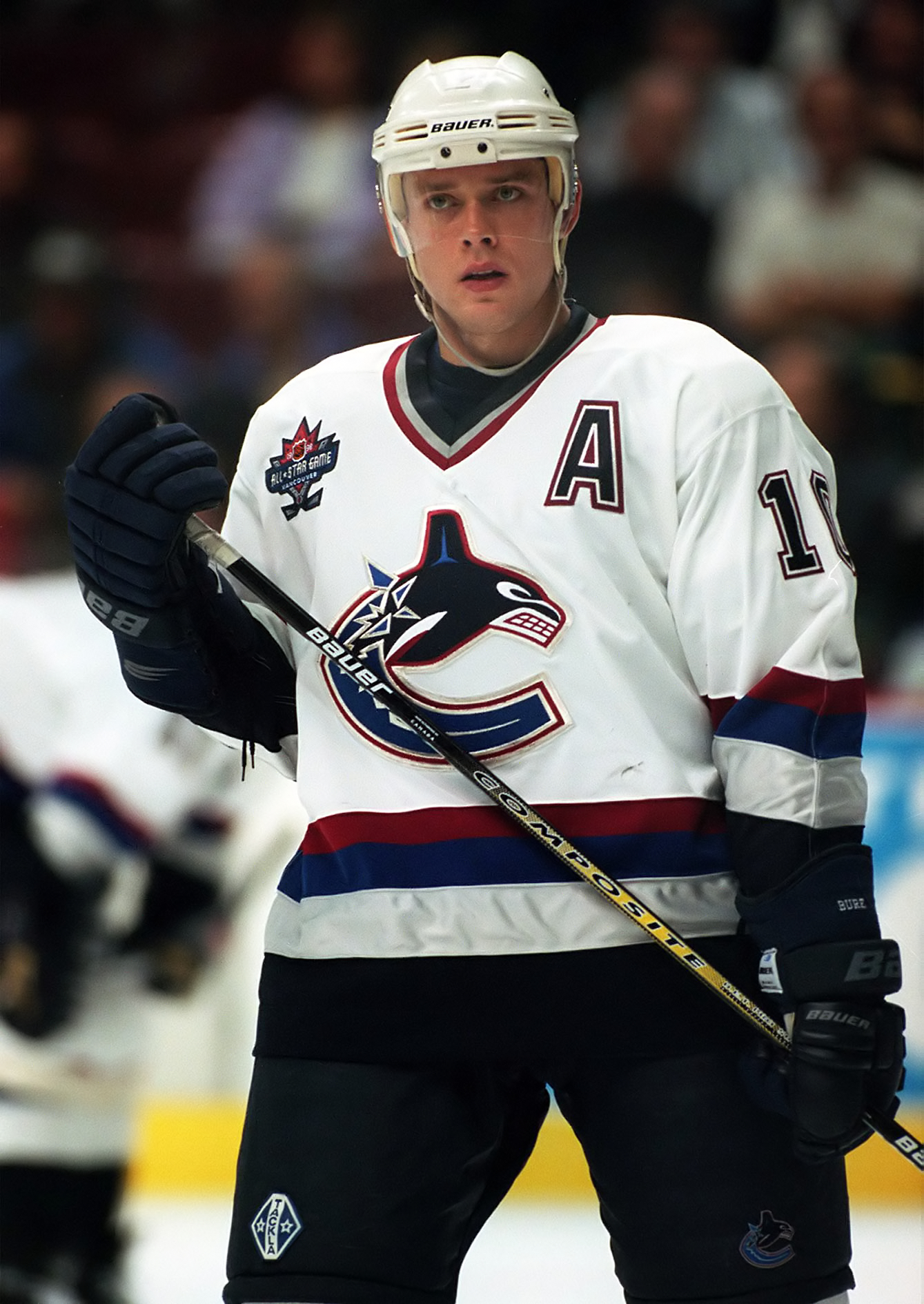
Павел Буре,
фото 1997 года

За победу на чемпионате мира звания ЗМС были удостоены 5 хоккеистов, ещё 12 его уже имели. Не получили звание чемпионы мира 1989 А. Ирбе (признанный лучшим вратарём ЧМ) и С. Фёдоров, вскоре после турнира не вернувшийся в СССР, а также сыгравшие все 10 матчей М. Татаринов (признанный лучшим защитником ЧМ), 8 матчей Ю. Леонов (ему в 2005 году присвоено звание ЗМС России), 7 матчей Д. Христич, 3 матча С. Пряхин.
- Буре, Павел Владимирович (1971; ЦСКА)
- Давыдов, Евгений Витальевич (1967; ЦСКА)
- Малахов, Владимир Игоревич (1968; ЦСКА)
- Немчинов, Сергей Львович (1964; «Крылья Советов») — также: чемпион мира 1989.
- Семак, Александр Владимирович (1966; «Динамо»)

### 1991
Звание присвоено ветеранам хоккея — четырём бронзовым призёрам зимних Олимпийских игр 1960 и чемпиону мира 1963 Ю. Парамошкину. Таким образом, из призёров ЗОИ 1960 не получили звание второй вратарь сборной на всех официальных соревнованиях сборной 1957—1960 годов Е. Ёркин (умер в 1982 году), серебряный призёр ЧМ 1957 В. Гребенников и Н. Карпов.
- Баулин, Юрий Николаевич[9] (1933—2006; в 1960 — ЦСК МО) — серебряный призёр ЧМ 1959, бронзовый призёр ЗОИ и ЧМ 1960.
- Грошев, Евгений Николаевич (1937—2013; играл за «Крылья Советов») — серебряный призёр ЧМ 1959, бронзовый призёр ЗОИ и ЧМ 1960.
- Парамошкин, Юрий Георгиевич (1937; в 1963 — «Электросталь», Московская обл.) — чемпион мира 1963.
- Пряжников, Виктор Романович (1933—2008; в 1960 — «Крылья Советов») — серебряный призёр ЧМ 1959, бронзовый призёр ЗОИ и ЧМ 1960.
- Цицинов, Юрий Александрович (1937—1994; в 1960 — «Крылья Советов») — бронзовый призёр ЗОИ и ЧМ 1960.

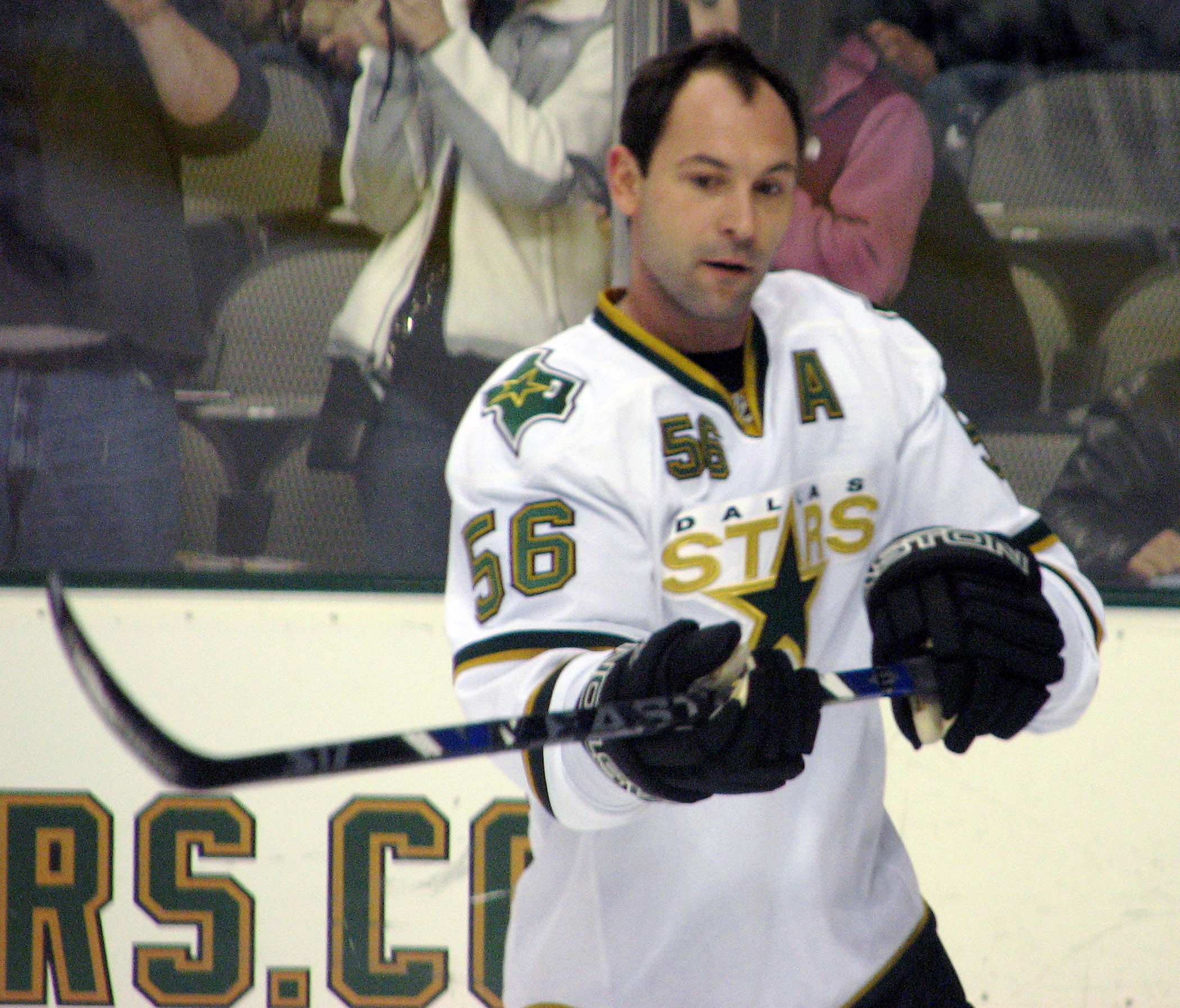
Сергей Зубов,
фото 2007 года

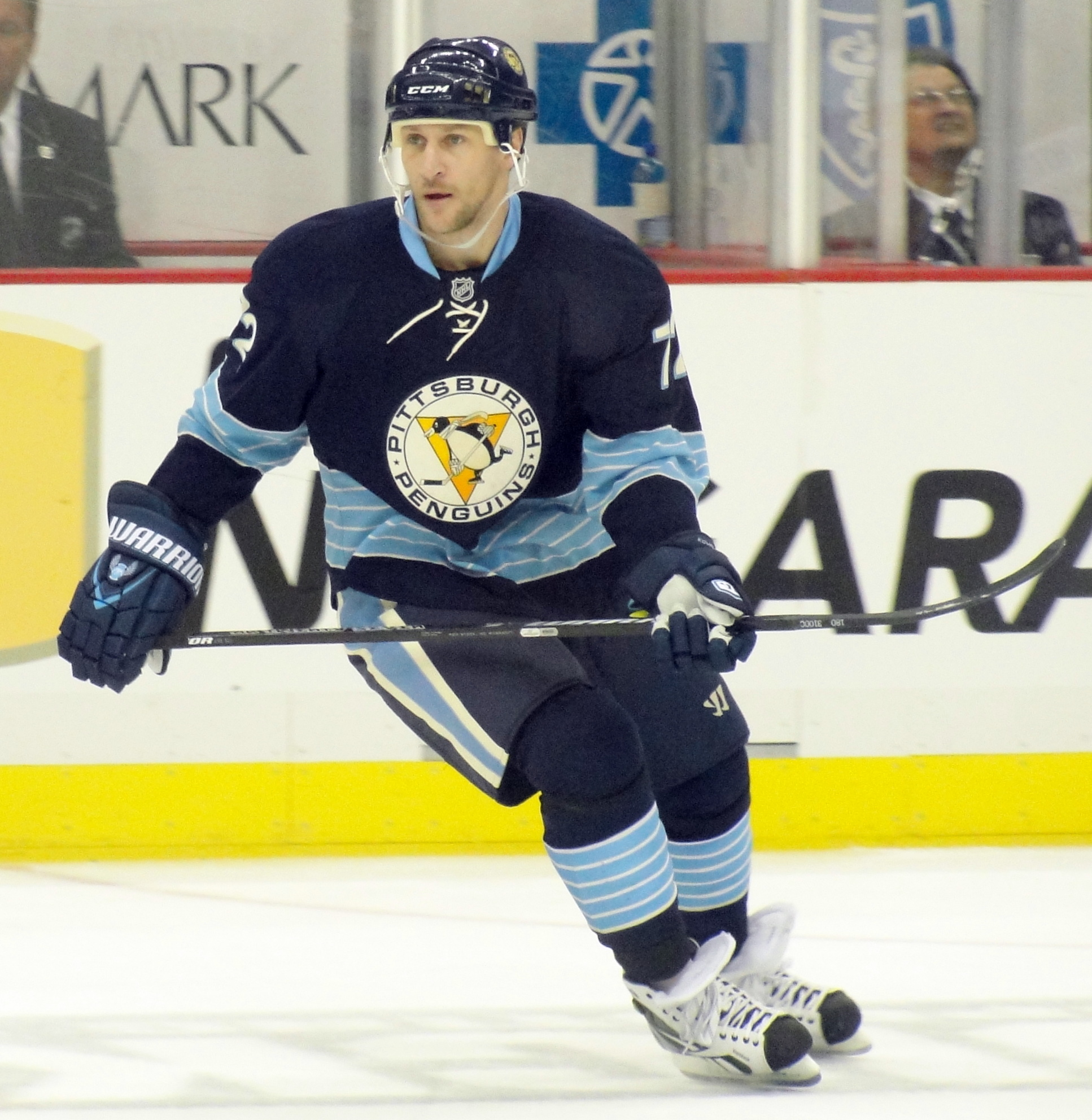
Алексей Ковалёв,
фото 2011 года

### 1992
За победу на зимних Олимпийских играх звания ЗМС были удостоены 17 хоккеистов, ещё 5 его уже имели. Не получил звание не сыгравший ни одного матча третий вратарь Н. Хабибулин (ему в 2002 году присвоено звание ЗМС России за достижения за сборную России).
- Баутин, Сергей Викторович (1967—2022; «Динамо»)
- Болдин, Игорь Петрович (1964; «Спартак»)
- Борщевский, Николай Константинович (1965; «Спартак»)
- Буцаев, Вячеслав Геннадьевич (1970; ЦСКА)
- Жамнов, Алексей Юрьевич (1970; «Динамо»)
- Житник, Алексей Николаевич (1972; ЦСКА)
- Зубов, Сергей Александрович (1970; ЦСКА)
- Каспарайтис, Дарюс Владович (1972; «Динамо»)
- Ковалёв, Алексей Вячеславович (1973; «Динамо»)
- Коваленко, Андрей Николаевич (1970; ЦСКА)
- Миронов, Дмитрий Олегович (1965; «Крылья Советов»)
- Петренко, Сергей Анатольевич (1968; «Динамо»)
- Прохоров, Виталий Владимирович (1966; «Спартак»)
- Трефилов, Андрей Викторович (1969; «Динамо»)
- Хмылёв, Юрий Алексеевич (1964; «Крылья Советов») — также: чемпион мира 1986.
- Шталенков, Михаил Алексеевич (1965; «Динамо»)
- Юшкевич, Дмитрий Сергеевич (1971; «Динамо»)

## Статистика
Всего звание «заслуженный мастер спорта СССР» за заслуги в хоккее с шайбой получили 148 человек (один из них — Виктор Кузькин — дважды).

### Статистика на момент присвоения звания
Самыми молодыми были:
- 19 лет — Владислав Третьяк (19 лет и 1 месяц — 1971), Павел Буре (19 лет и 2 месяца — 1990), Алексей Ковалёв (19 лет и … месяцев), Дарюс Каспарайтис (19 лет и … месяцев), Алексей Житник (19 лет и … месяцев — все 1992).

Третьяку звание было присвоено после второй победы на чемпионатах мира.
В 1991 году звание было присвоено 5 ветеранам хоккея 1950-х — 1960-х годов. Из действующих же хоккеистов самыми возрастными были:
- 33 года — Александр Пашков (33 года и 9 месяцев — 1978);
- 32 года — Игорь Дмитриев (32 года и 7 месяцев — 1974), Николай Макаров (32 года и 5 месяцев — 1981), Юрий Морозов (32 года и 2 месяца — 1970), Уваров (32 года и 2 месяца — 1954), Евгений Бабич (32 года и … месяцев — 1953);
- 31 год — Виктор Цыплаков (31 год и 5 месяцев — 1969), Константин Локтев (31 год и 1 месяц — 1964).

Пашкову звание было присвоено за победу на чемпионате мира, за 6 лет до которой он уже стал олимпийским чемпионом. Из остальных перечисленных игроков за победы на ЗОИ и ЧМ звание было присвоено Уварову, Локтеву и Макарову, а Бачич выиграл эти соревнования уже после присвоения звания.
Меньше всех сезонов в высшей лиге сыграли:
- 1 сезон — Евгений Паладьев (1969 — «Спартак»);
- 2 сезона — Александр Мальцев (1969 — «Динамо»), Валерий Харламов (1969 — ЦСКА), Василий Первухин (1978 — «Динамо»), Павел Буре (1990 — ЦСКА).

Паладьев до прихода в «Спартак» отыграл 3 сезона в первой лиге за усть-каменогорское «Торпедо», в первой лиге начинали Мальцев («Олимпия», Кирово-Чепецк) и Первухин («Дизелист», Пенза); Харламов и Буре до попадания в высшую лигу в командах мастеров не играли.
Больше всех сезонов в высшей лиги сыграли:
- 16 сезонов — Александр Пашков (1978 — «Химик», Воскресенск; ранее — московские клубы);
- 13 сезонов — Виктор Цыплаков (1969 — «Локомотив»), Николай Макаров (1981 — «Трактор», Челябинск), Владимир Ковин (1984 — «Торпедо», Горький).

### Комментарии
1. ↑  некоторые из них включаются спортивными журналистами в списки хоккеистов — ЗМС (например, см. списки в ленинградском календаре-справочнике «Хоккей. 1984—1985» и в «Советском спорте» за 27 февраля 2002 года).